# Batman (banda sonora de 1989)
Batman: Original Motion Picture Score es la banda sonora original de Batman, película de 1989, y fue compuesta por el estadounidense Danny Elfman. De acuerdo a la Edición Especial en DVD de Batman, Elfman señaló que el productor Jon Peters no estaba seguro en considerarlo a él como compositor de la banda sonora de la película, hasta que el director Tim Burton le hizo interpretar los títulos principales. Elfman admitió su sorpresa cuando Peters anunció que la banda sonora sería lanzada en un álbum propio, algo poco común en la década de 1980. El tema principal, no obstante, se convirtió en una pieza muy emblemática, sirviendo como base para el de Batman: la serie animada, aunque la melodía fue cambiada más adelante. Además, algunas partes de la banda sonora se escuchan en Lego Batman: el videojuego.

## Pistas
Toda la música compuesta por Danny Elfman. 
| Batman: Original Motion Picture Score (1989) |                              |                              |          |  |
| N.º                                          | Título                       | Música                       | Duración |  |
| 1.                                           | «The Batman Theme»           | Danny Elfman                 | 2:38     |  |
| 2.                                           | «Roof Fight»                 | Danny Elfman                 | 1:20     |  |
| 3.                                           | «First Confrontation»        | Danny Elfman                 | 4:43     |  |
| 4.                                           | «Kitchen, Surgery, Face-Off» | Danny Elfman                 | 3:07     |  |
| 5.                                           | «Flowers»                    | Danny Elfman                 | 1:51     |  |
| 6.                                           | «Clown Attack»               | Danny Elfman                 | 1:45     |  |
| 7.                                           | «Batman to the Rescue»       | Danny Elfman                 | 3:56     |  |
| 8.                                           | «Roasted Dude»               | Danny Elfman                 | 1:01     |  |
| 9.                                           | «Photos/Beautiful Dreamer»   | Danny Elfman, Stephen Foster | 2:27     |  |
| 10.                                          | «Descent into Mystery»       | Danny Elfman                 | 1:31     |  |
| 11.                                          | «The Bat Cave»               | Danny Elfman                 | 2:35     |  |
| 12.                                          | «The Joker's Poem»           | Danny Elfman                 | 0:56     |  |
| 13.                                          | «Childhood Remembered»       | Danny Elfman                 | 2:43     |  |
| 14.                                          | «Love Theme»                 | Danny Elfman                 | 1:30     |  |
| 15.                                          | «Charge of the Batmobile»    | Danny Elfman                 | 1:41     |  |
| 16.                                          | «Attack of the Batwing»      | Danny Elfman                 | 4:44     |  |
| 17.                                          | «Up the Cathedral»           | Danny Elfman                 | 5:04     |  |
| 18.                                          | «Waltz to the Death»         | Danny Elfman                 | 3:55     |  |
| 19.                                          | «The Final Confrontation»    | Danny Elfman                 | 3:47     |  |
| 20.                                          | «Finale»                     | Danny Elfman                 | 1:45     |  |
| 21.                                          | «Batman Theme (Reprise)»     | Danny Elfman                 | 1:28     |  |
| 54:45                                        |                              |                              |          |  |

## Batman (1989): Limited Edition (Expanded Archival Collection)
El 27 de julio de 2010, la compañía discográfica La-La Land Records lanzó una edición limitada (5.000 unidades) de la banda sonora completa de Batman, que incluyó dos discos compactos.

### Pistas
Toda la música compuesta por Danny Elfman. 
| Disc One: Original Score (film version) |                                                      |                              |          |  |
| N.º                                     | Título                                               | Música                       | Duración |  |
| 1.                                      | «Main Title»                                         | Danny Elfman                 | 2:42     |  |
| 2.                                      | «Family/First Batman/Roof Fight»                     | Danny Elfman                 | 3:24     |  |
| 3.                                      | «Jack vs. Eckhardt»                                  | Danny Elfman                 | 1:37     |  |
| 4.                                      | «Up Building/Card Snap»                              | Danny Elfman                 | 1:54     |  |
| 5.                                      | «Bat Zone/Axis Set-Up»                               | Danny Elfman                 | 1:55     |  |
| 6.                                      | «Shootout»                                           | Danny Elfman                 | 5:42     |  |
| 7.                                      | «Dinner Transition/Kitchen Dinner/Surgery»           | Danny Elfman                 | 3:00     |  |
| 8.                                      | «Face–Off/Beddy Bye»                                 | Danny Elfman                 | 3:59     |  |
| 9.                                      | «Roasted Dude»                                       | Danny Elfman                 | 1:03     |  |
| 10.                                     | «Vicki Spies (Flowers)»                              | Danny Elfman                 | 1:56     |  |
| 11.                                     | «Clown Attack»                                       | Danny Elfman                 | 1:59     |  |
| 12.                                     | «Photos/Beautiful Dreamer»                           | Danny Elfman, Stephen Foster | 2:30     |  |
| 13.                                     | «Men At Work»                                        | Danny Elfman                 | 0:33     |  |
| 14.                                     | «Paper Spin/Alicia's Mask»                           | Danny Elfman                 | 0:30     |  |
| 15.                                     | «Vicki Gets A Gift»                                  | Danny Elfman                 | 1:13     |  |
| 16.                                     | «Alicia's Unmasking»                                 | Danny Elfman                 | 1:10     |  |
| 17.                                     | «Batman To The Rescue/Batmobile Charge/Street Fight» | Danny Elfman                 | 4:25     |  |
| 18.                                     | «Descent Into Mystery»                               | Danny Elfman                 | 1:33     |  |
| 19.                                     | «Bat Cave/Paper Throw»                               | Danny Elfman                 | 2:48     |  |
| 20.                                     | «The Joker's Poem»                                   | Danny Elfman                 | 0:59     |  |
| 21.                                     | «Sad Pictures»                                       | Danny Elfman                 | 0:38     |  |
| 22.                                     | «Dream/Challenge/Tender Bat Cave»                    | Danny Elfman                 | 4:28     |  |
| 23.                                     | «Charge of the Batmobile»                            | Danny Elfman                 | 1:43     |  |
| 24.                                     | «Joker Flies To Gotham (Unused)/Batwing I»           | Danny Elfman                 | 0:31     |  |
| 25.                                     | «Batwing II/Batwing III»                             | Danny Elfman                 | 6:02     |  |
| 26.                                     | «Cathedral Chase»                                    | Danny Elfman                 | 5:07     |  |
| 27.                                     | «Waltz to The Death»                                 | Danny Elfman                 | 3:58     |  |
| 28.                                     | «Showdown I/Showdown II»                             | Danny Elfman                 | 5:05     |  |
| 29.                                     | «Finale»                                             | Danny Elfman                 | 1:47     |  |
| 30.                                     | «End Credits»                                        | Danny Elfman                 | 1:29     |  |
| 75:40                                   |                                                      |                              |          |  |

| Disc Two: Original Soundtrack Album (remastered) |                                          |                              |          |  |
| N.º                                              | Título                                   | Música                       | Duración |  |
| 1.                                               | «The Batman Theme»                       | Danny Elfman                 | 2:37     |  |
| 2.                                               | «Roof Fight»                             | Danny Elfman                 | 1:22     |  |
| 3.                                               | «First Confrontation»                    | Danny Elfman                 | 4:43     |  |
| 4.                                               | «Kitchen, Surgery, Face-Off»             | Danny Elfman                 | 3:09     |  |
| 5.                                               | «Flowers»                                | Danny Elfman                 | 1:51     |  |
| 6.                                               | «Clown Attack»                           | Danny Elfman                 | 1:46     |  |
| 7.                                               | «Batman to the Rescue»                   | Danny Elfman                 | 3:57     |  |
| 8.                                               | «Roasted Dude»                           | Danny Elfman                 | 1:02     |  |
| 9.                                               | «Photos/Beautiful Dreamer»               | Danny Elfman, Stephen Foster | 2:31     |  |
| 10.                                              | «Descent into Mystery»                   | Danny Elfman                 | 1:33     |  |
| 11.                                              | «The Bat Cave»                           | Danny Elfman                 | 2:35     |  |
| 12.                                              | «The Joker's Poem»                       | Danny Elfman                 | 0:59     |  |
| 13.                                              | «Childhood Remembered»                   | Danny Elfman                 | 2:43     |  |
| 14.                                              | «Love Theme»                             | Danny Elfman                 | 1:30     |  |
| 15.                                              | «Charge of the Batmobile»                | Danny Elfman                 | 1:41     |  |
| 16.                                              | «Attack of the Batwing»                  | Danny Elfman                 | 4:45     |  |
| 17.                                              | «Up the Cathedral»                       | Danny Elfman                 | 5:05     |  |
| 18.                                              | «Waltz to the Death»                     | Danny Elfman                 | 3:56     |  |
| 19.                                              | «The Final Confrontation»                | Danny Elfman                 | 3:48     |  |
| 20.                                              | «Finale»                                 | Danny Elfman                 | 1:46     |  |
| 21.                                              | «Batman Theme (Reprise)»                 | Danny Elfman                 | 1:31     |  |
| 22.                                              | «News Theme»                             | Danny Elfman                 | 0:11     |  |
| 23.                                              | «Joker's Commercial»                     | Danny Elfman                 | 1:23     |  |
| 24.                                              | «Joker's Muzak (unused)»                 | Danny Elfman                 | 1:15     |  |
| 25.                                              | «Main Title (alt 1)»                     | Danny Elfman                 | 2:42     |  |
| 26.                                              | «Photos/Beautiful Dreamer (alt)»         | Danny Elfman, Stephen Foster | 2:33     |  |
| 27.                                              | «Batman to the Rescue (original ending)» | Danny Elfman                 | 0:52     |  |
| 28.                                              | «Charge of the Batmobile (film edit)»    | Danny Elfman                 | 1:47     |  |
| 29.                                              | «Main Title (alt 2)»                     | Danny Elfman                 | 2:47     |  |
| 68:20                                            |                                          |                              |          |  |

## Premios
| Año  | Premio         | Álbum/pista      | Categoría                                | Resultado |
| ---- | -------------- | ---------------- | ---------------------------------------- | --------- |
| 1989 | Premios Grammy | The Batman Theme | Mejor composición instrumental (no jazz) | Ganadora  |

## Listas
| Chart (1989)       | Posición |
| ------------------ | -------- |
| U.S. Billboard 200 | 30       |